# Ципеїт
Ципеїт (рос. циппеит; англ. zippeite; нім. Zippeit m) — мінерал класу сульфатів, який належить до групи циппеїтів і дає їй назву, водний основний сульфат урану.
Синоніми: квіти уранові.

## Етимологія та історія
Відкритий у 1845 році в Рудних горах, в районі Карлових Вар (Чехія). Привернув увагу богемського металурга Адольфа Патери своїм кольором. Названий австрійським геологом, мінералогом Вільгельмом Гайдінгером (1795 — 1871) на честь австрійського мінералога Францішека Ксавера Максиміліана Циппе (1791-1863).

## Опис
Хімічна формула:
- 1. За Є. К. Лазаренком: [6UO2|3(OH)2|3SO4]•12H2O.
- 2. За К.Фреєм: К4(UO2)6(OH)10(SO4)3•16H2O.
- 3. За «Fleischer's Glossary» (2022): K4(UO2)6(SO4)3(OH)104(H2O).

Містить (%): UO3 — 71,86; SO3 — 10,05; H2O — 18,09.
Сингонія ромбічна. Форми виділення: сплюснуті, ромбоедричні або дощаті, веретено- або лінзоподібні кристали, крихкі кірочки, ниркоподібні або кулясті радіальнопроменисті аґреґати і порошкоподібні, землисті скупчення. Спайність по (010) досконала або ясна. Густина 3,4-3,6. Твердість 3,0-3,5. Колір помаранчевий, жовтий. Блиск матовий до шовковистого. Слабка зеленувато-жовта люмінесценція. Розчиняється у воді. Утворюється в результаті інтенсивного випаровування рудникових вод. 
Зустрічається як вторинний мінерал в родовищах окисненого урану. 
Рідкісний.
Асоціація: уранопіліт, натрій-ципеїт, нікель-циппеїт, магній-ципеїт, йоганніт, уранофан, шрекінгерит, гіпс, лімоніт, ярозит.
Ципеїт утворює жовті до червонувато-коричневі монокліно-призматичні кристали з ідеальним розщепленням. Типовою формою є накручування і порошкоподібні земляні маси. Ципеїт утворюється як шипучі ущільнення в підземних уранових шахтах. Він сильно флуоресцентний.

## Різновиди
Розрізняють: 
- ципеїт мідистий (різновид ципеїту, містить до 5 % CuO),
- фогліаніт (різновид ципеїту, який містить Са).

## Розповсюдження
Окрім Яхимова в Богемії (Чехія), він зустрічається переважно біля Вельзендорфа в Баварії (Німеччина), а також у штатах Юта, Колорадо, Невада, Арізона та Нью-Мексико США, Нова Руда, Нижня Сілезія, Польща. В Англії, з Корнуолла.  Поблизу Багдада,.